# Federazione Italiana Palla Tamburello

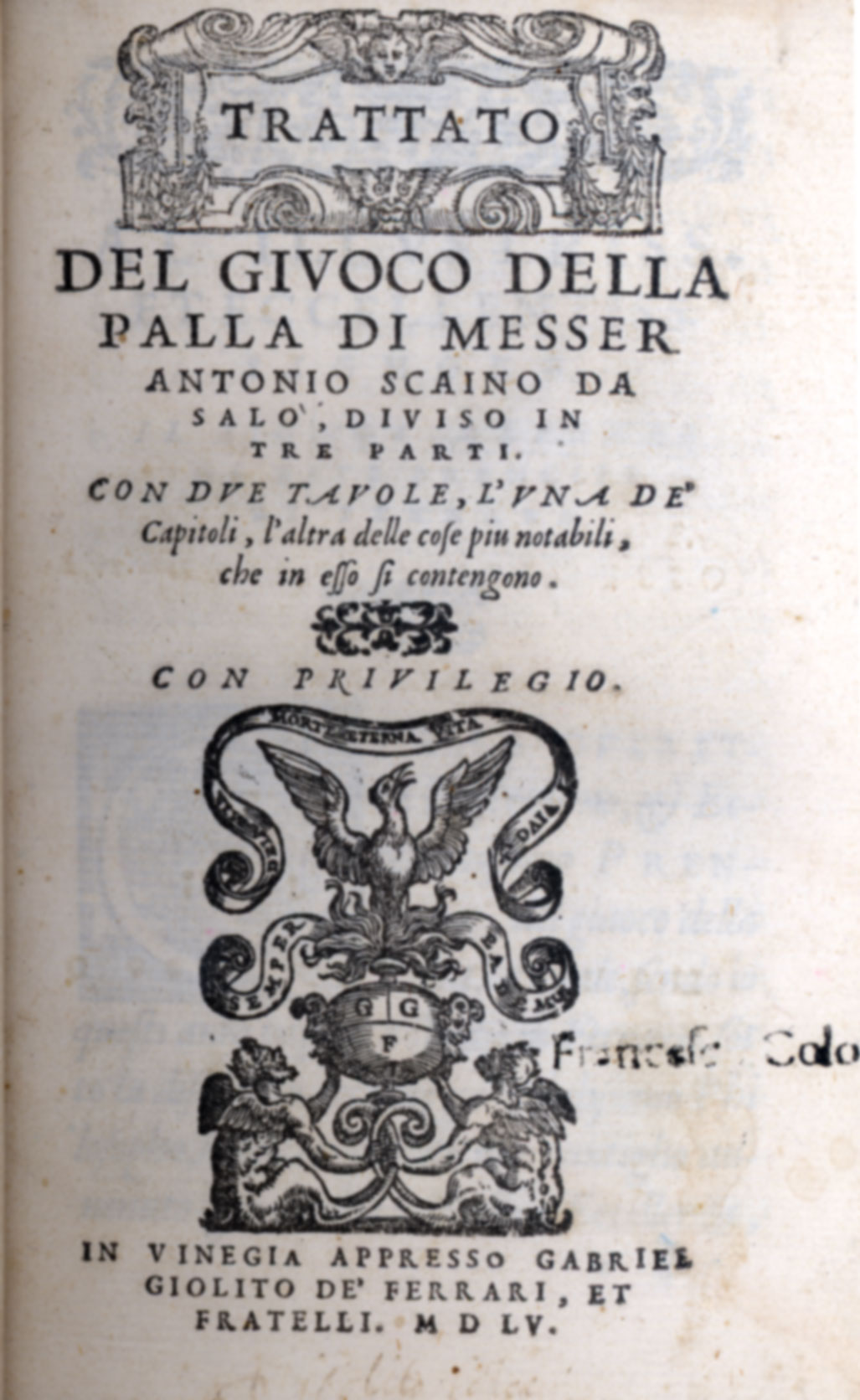
Trattato del Giuoco della Palla (Antonio Scaino de Salò - 1555)

La Federazione Italiana Palla Tamburello (FIPT) è l'organismo sportivo federale italiano che si occupa dell'attività del tamburello nazionale.

## Storia
È del 1890 il riconoscimento del gioco del tamburello da parte della Federazione Ginnastica d'Italia. Nel 1898 il gioco del tamburello compare come manifestazione nazionale.
Il 14 novembre 1926 nasce a Firenze la FIPT e vede Pietro Pucci come primo presidente.
L'Ente è riconosciuto dal CONI.
La Federazione istituisce con cadenza annuale il Campionato italiano di tamburello.

## Comitati regionali
- Basilicata (Matera)
- Campania (Napoli)
- Liguria (Savona)
- Lazio (Fonte Nuova)
- Lombardia (Goito)
- Marche (Mondulfo)
- Piemonte (Portacomaro)
- Sardegna (San Giusta)
- Sicilia (Palermo)
- Toscana (Firenze)
- Trentino-Alto Adige (Trento)
- Veneto